# Batarà fumat
El batarà fumat (Thamnophilus schistaceus) és una espècie d'ocell de la família dels tamnofílids (Thamnophilidae).

## Hàbitat i distribució
Habita els boscos de les terres baixes fins als 500 m al sud-est de Colòmbia, cap al sud, a través de l'est d'Equador, est de Perú, nord i est de Bolívia i oest amazònic del Brasil cap al sud fins al nord-oest de l'Argentina